# 賽は投げられた

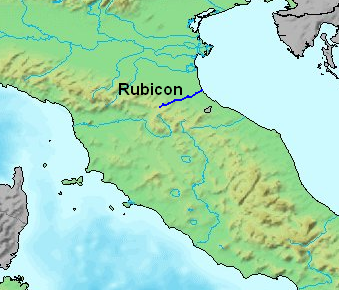
ルビコン川の位置。源流点からそのまま西へ延長線を引いたものがローマとガリア・キサルビナの境界

「賽は投げられた（さいはなげられた）」（古典ラテン語：ālea iacta est、jactaとも、アーレア・ヤクタ・エスト）とは、ガイウス・ユリウス・カエサルが紀元前49年1月10日、元老院のグナエウス・ポンペイウスに背き軍を率いて南下し北イタリアのルビコン川を通過する際に言ったとして知られる言葉。当時のカエサルはガリア総督だった。出典はスエトニウスの文章 (iacta alea est) である。現在は、「もう回帰不能点を越してしまったので、最後までやるしかない」という意味で使われている。
共和政ローマは当時、本土と属州ガリア・キサルピナをルビコン川で分けており、それ故にルビコン川は北の防衛線であったため、軍団を率いてルビコン川以南へ向かうことは法により禁じられていた。これに背くことはローマに対する反逆とみなされた。

## スエトニウスによる記述
| Caesar: 'eatur,' inquit, 'quo deorum ostenta et inimicorum iniquitas uocat. iacta alea est,' inquit. | さあ進もう。神々の示現と卑劣な政敵が呼んでいる方へ。賽は投げられた。 |
| —C. Suet. Tranq., De vita Caesarum, VII, 32-33                                                       | —スエトニウス『皇帝伝』 国原吉之助訳                                 |

## プルタルコスによる記述
プルタルコス『対比列伝』のポンペイウス伝にもほぼ同じ言葉が出てくるが、カエサルはこの言葉をギリシア語で言ったとしている。

| Ἑλληνιστὶ πρὸς τοὺς παρόντας ἐκβοήσας, "Ἀνερρίφθω κύβος", διεβίβαζε τὸν στρατόν. | ギリシア語で、その場の人々に「賽は投げられたるべし」と大声で言って、軍を動かした。 |

『対比列伝』のカエサル伝でも同じ語を引いて、「人が普通やぶれかぶれになって運を天にまかせるときに言う言葉」としている。
同じ言葉は喜劇作家メナンドロスの劇の断片に見えているが、しかしメナンドロスがこの言葉を創作したわけではなく、広く使われていたことわざだったと考えられる。スエトニウスはこの言葉をラテン語に翻訳したものだが、まだ賽は投げられていない（ルビコン川を渡っていない）のに「投げられた」というのは矛盾しており、本来はギリシア語と同じく命令法で「iacta alea esto」とあったはずだという。